# Elizabeth River (Macquarie River)
Der Elizabeth River ist ein Fluss im Osten des australischen Bundesstaates Tasmanien.

## Geografie

### Flusslauf
Der fast 60 Kilometer lange Elizabeth River entsteht im Lake Leake aus dem Snowy River und verschiedenen kleinen Rinnsalen. Von dort fließt er nach West-Nordwesten durch die Stadt Campbell Town und mündet etwa fünf Kilometer westlich der Stadt in den Macquarie River.
In Campbell Town spannt sich die Red Bridge über den Fluss.

### Nebenflüsse mit Mündungshöhen
- Snowy River – 573 m
- Hortons Creek  – 556 m
- Hurricane Marsh Creek – 430 m
- Wolfs Craig Creek – 232 m
- Pinnacles Creek – 204 m[1]

### Durchflossene Seen
- Lake Leake – 573 m[1]

## Fischbestand
Im Elizabeth River finden sich Bachforellen.